# Hemimelaena flaviventris
Hemimelaena flaviventris är en bäcksländeart som först beskrevs av Pictet, F.J. 1841.  Hemimelaena flaviventris ingår i släktet Hemimelaena och familjen rovbäcksländor. Inga underarter finns listade i Catalogue of Life.